# یارا جانکشن، ویکتوریا
یارا جانکشن (به انگلیسی: Yarra Junction) یک شهرک در استرالیا است که در ویکتوریا (استرالیا) واقع شده‌است.